# Huangdi y Yandi
Huangdi (El emperador amarillo) y Yandi (El emperador Yan) es la segunda estatua más grande del mundo, con 103 m de altura. Se encuentra en la provincia de Henan, en el centro de China, y está situada a orillas del río Amarillo.
La estatua de Huangdi y Yandi está dedicada a los fundadores de la civilización china, los cuales son considerados como padres de esta. 
Se trata de un doble busto de cemento reforzado con sillares de piedra blanca, en el que sobresalen las caras de 50 m de los emperadores Huangdi y Yandi. Simboliza el giro de Pekín hacia sus viejas tradiciones y costumbres. 
Se tardaron 20 años en terminarla, finalizándose en 2007, con un coste de 23 millones de dólares (17 millones de euros). Fue sufragada por gobiernos locales y provinciales de China así como donaciones de empresarios y personalidades chinas o de origen chino en EE. UU., Canadá o Singapur.
Huangdi y Yandi son figuras más mitológicas que históricas, probablemente fueron líderes de tribus prehistóricas cuyas obras y hazañas fueron magnificadas por historiadores posteriores. Estos dos emperadores legendarios eran considerados en la antigua China como los creadores de la medicina, la música, el calendario lunar y la brújula.
La obra tiene como principal objetivo la búsqueda de beneficio, gracias al turismo generado para visitarla.

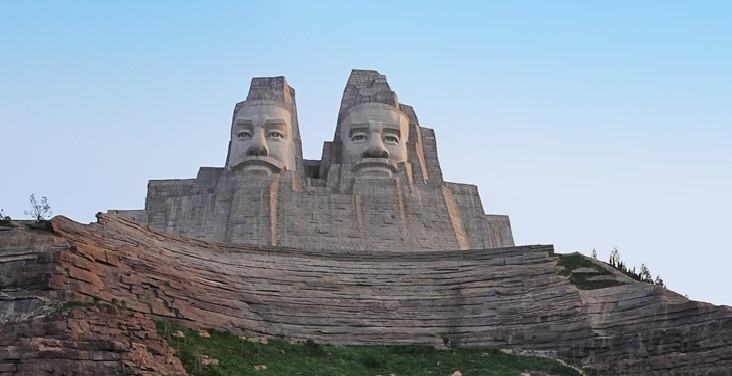
La segunda estatua más grande del mundo, situada en Henan, China.